# Ouija (španělská hudební skupina)
Ouija je španělská black metalová kapela založená v roce 1995 ve městě Huesca, předtím existovala od roku 1994 pod názvem Levial.
V roce 1997 vyšla promo kazeta, vydání debutového studiového alba s názvem Riding into the Funeral Paths následovalo ve stejném roce. Obal má na svědomí malíř Joe Petagno. Poté se kapela rozpadla, ale v roce 2009 se opět zformovala. V roce 2010 vyšlo EP Adversary a v roce 2013 druhé LP Ave Voluptatis Carnis.

## Logo
Logo kapely je ztvárněno velkými písmeny gotického písma, charakteristického pro blackmetalové kapely.

## Diskografie
Dema
- Possesion of a Divine Soul (1994) - pod názvem kapely Levial

Studiová alba
- Riding into the Funeral Paths (1997, Repulse Records)[3]
- Ave Voluptatis Carnis (2013, Xtreem Music)
- Fathomless Hysteros (2022, Negra Nit Distro)

EP
- Adversary (2010, Xtreem Music)
- Selenophile Impia (2021)